# Viré
 Viré  es una población y comuna francesa, en la región de Borgoña, departamento de Saona y Loira, en el distrito de Mâcon y cantón de Lugny.

## Demografía
| 826 | 827 | 827 | 863 | 943 | 954 |
| Para los censos de 1962 a 1999 la población legal corresponde a la población sin duplicidades (Fuente: INSEE [Consultar]) |     |     |     |     |     |